# Mark Watson (Komiker)

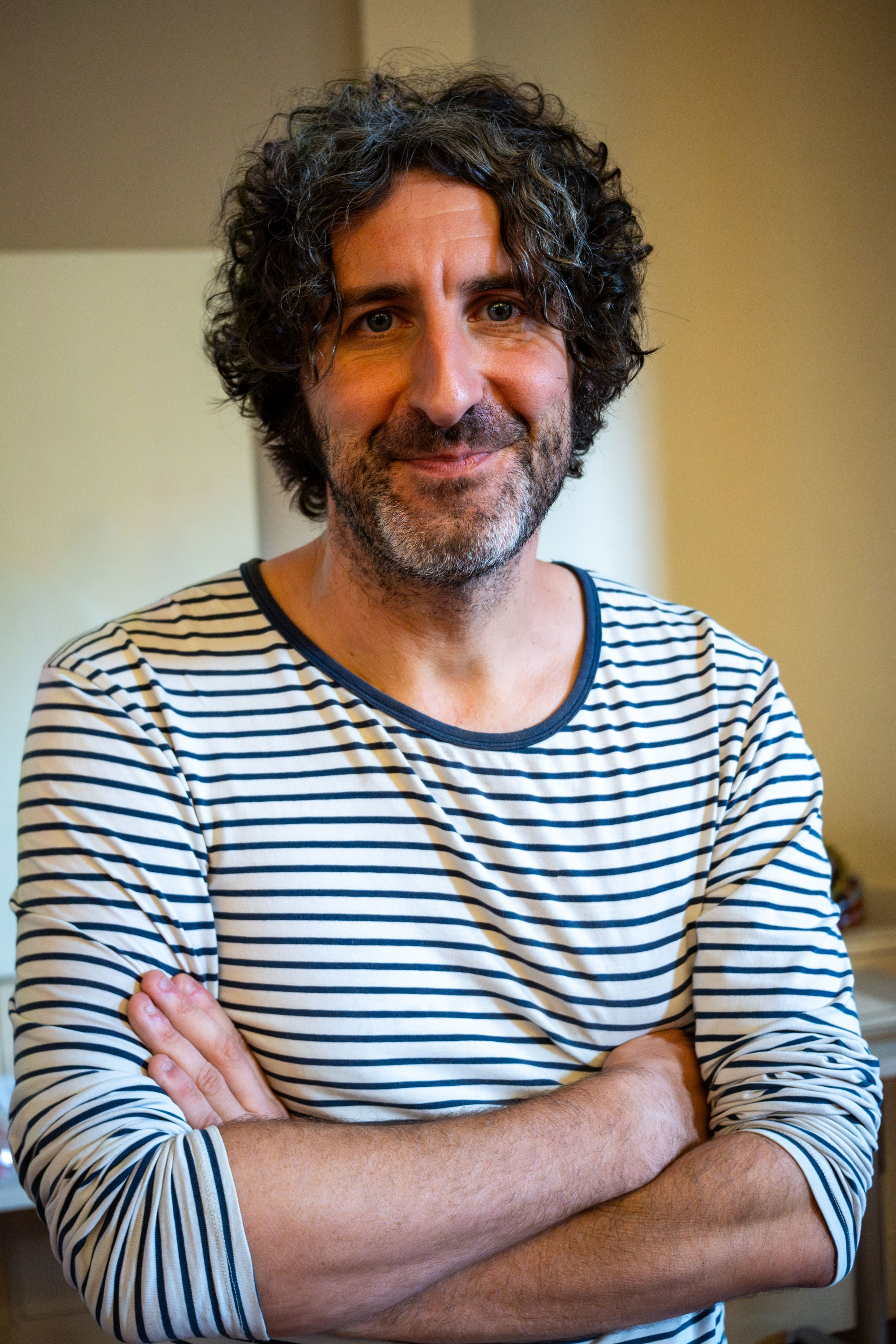
Mark Watson (2024)

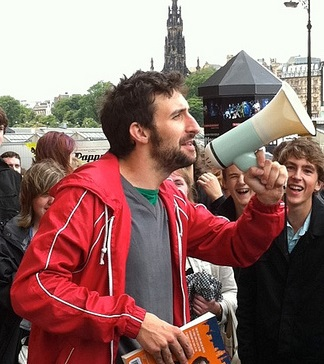
Watson bei der Buchvorstellung von Eleven in Edinburgh (2012)

Mark Andrew Watson (* 13. Februar 1980 in Bristol, England) ist ein englischer Komiker und Autor.

## Leben
Watsons Eltern stammen aus Wales. Er hat zwei jüngere Zwillingsschwestern und einen Bruder. Während des Schulbesuchs in Bristol errang er bereits den Titel Gabbler of the Year, in etwa Babbler des Jahres. Danach ging er nach Cambridge an das Queens’ College, wo er das Fach Englisch mit Auszeichnung abschloss. Während des Studiums war er Mitglied des Theaters Cambridge University Footlights Dramatic Club zur gleichen Zeit wie Tim Key und Dan Stevens.
Beim Edinburgh Festival Fringe des Jahres 2001 wurde Watson bereits als Bester Newcomer für die Perrier Comedy Awards nominiert und war dort mit Tim Key Regisseur einer Revue der Footlights. In den folgenden Jahren trat er als Komödiant mehrmals bei dem Fringe-Festival auf, zeigte sehr oft seine Fähigkeiten im Ausdruck mit walisischem Dialekt und trat unter anderem 2008 beim Melbourne International Comedy Festival auf. 2012 war bei dem Edinburgh Festival Fringe bei zwei verschiedenen Gelegenheiten zu hören und zu sehen, ferner schrieb er den Text und führte Regie in der Komödiantenshow The Hotel.
Watson hatte seine eigenen Fernsehshows bei BBC und ITV und trat als Erzähler in der Serie Time Trumpet von Armando Iannucci auf. Weitere Gastauftritte hatte er in Australien und Neuseeland. 2009 stellte er die Preise des New Musical Express (NME Awards) in der Londoner Brixton Academy vor. 2012 präsentierte er im Channel 4 sechs Folgen einer Mad Bad Ad Show, deren Inhalte auf Werbung beruhten. 2017 nahm er an der fünften Staffel von Taskmaster teil.
Zusammen mit Alex Horne und Tim Key startete er 2020 die YouTube Serie No More Jockeys.
Watson ist verheiratet. Das Paar hat seit 2010 einen Sohn und seit 2014 eine Tochter. Trauzeuge war Tim Key. Watson ist ein Anhänger des Fußballclubs Bristol City, dessen Spiele er so oft wie möglich im Stadion verfolgt.

## Veröffentlichungen
- 2004: Bullet Points.
  - 2013: deutsch: Rückwärtsleben. Heyne, München, ISBN 978-3-453-43738-8.
- 2007: A Light-Hearted Look at Murder.
- 2008: Crap at the Environment.
- 2010: Eleven.
  - 2011: deutsch von Stefanie Jacobs: Elf Leben, Roman. Eichborn, ISBN 978-3821861241.
  - 2011: deutsch von Stefanie Jacobs (Taschenbuch): Ich könnte am Samstag, Roman. Heyne, München, ISBN 978-3453409415.
- 2012: The Knot.
  - 2012: deutsch: Überlebensgroß, Roman. Heyne, München, ISBN 978-3-453-43712-8.
- 2014: Hotel Alpha.
  - 2015: deutsch: Hotel Alpha, Roman. Heyne, München, ISBN 978-3-453-26964-4.
- 2016: The Place That Didn’t Exist.
  - 2017: deutsch: Die Stadt im Nichts, Roman. Heyne, München, ISBN 978-3-453-27116-6.

## Fernsehspiel
- 2009: A Child's Christmasses in Wales, im Fernsehen ausgestrahlt im Dezember 2009, zuerst bei BBC Four und danach bei BBC Two.